# KPDF
Mit dem KDE-Programm KPDF können PDF-Dokumente unter KDE betrachtet werden. KPDF verwendet die Programmbibliothek Xpdf und kann mit dem Adobe Reader der Firma Adobe verglichen werden. Wie alle übrigen KDE-Programme ist es freie Software und unter der GNU General Public License erhältlich.
Der universelle Dokumentbetrachter Okular ersetzt KPDF seit KDE 4.0.

## Besonderheiten
KPDF gibt dem Nutzer die Möglichkeit, Textpassagen ebenso zu durchsuchen wie zu markieren. Markierte Texte oder auch markierte Bilder können dann in die Zwischenablage kopiert und in anderen Programmen weiterverarbeitet werden. Weiterhin können PDF-Dateien in einem besonderen Präsentationsmodus angezeigt werden, bei dem nur die Inhalte der Dateien ohne den Rest der Desktopumgebung angezeigt werden.
Die enge Verflechtung von KPDF mit KDE äußert sich unter anderem darin, dass die Sprachsynthese-Einheit von KDE genutzt werden kann, um PDF-Dateien vorlesen zu lassen. Ebenso kann KPDF als Plug-in innerhalb des Browsers Konqueror geladen werden, um PDF-Dateien in dem Browser anzuzeigen.
KPDF erlaubt (im Gegensatz zum Adobe Reader), dass geöffnete Dateien von anderen Programmen geändert werden. Damit ist es geeignet, um sich von LaTeX generierte Dokumente anzeigen und automatisch aktualisieren zu lassen.
Zudem eignet sich KPDF zum Durchsuchen von großen PDF-Dateien. Während der ersten Suche wird ein Index des PDF-Dokuments angelegt, mit dem weitere Suchanfragen stark beschleunigt bearbeitet werden können.